# Mesjid (Medan)
Mesjid is een bestuurslaag in het regentschap Medan van de provincie Noord-Sumatra, Indonesië. Mesjid telt 3058 inwoners (volkstelling 2010).